# Le Pays sauvage
Pour plus de détails, voir Fiche technique et Distribution.
Le Pays sauvage (The Wild Country) est un film américain de Robert Totten sorti en 1970.

## Synopsis
Une famille s'installe dans les années 1880 dans le Wyoming et se voit confronter aux joies et difficultés de cette vie rurale.

## Fiche technique
- Titre original : The Wild Country
- Titre français : Le Pays sauvage
- Réalisation : Robert Totten assisté de Paul Nichols et Arthur J. Vitarelli (seconde équipe)
- Scénario : Calvin Clements Jr. et Paul Savage d'après le livre Little Britches de Ralph Moody
- Photographie : Frank V. Phillips
- Montage : Robert Stafford
- Direction artistique : John B. Mansbridge
- Décors : Robert Clatworthy (conception), Hal Gausman, Emile Kuri
- Maquillage : Robert J. Schiffer
- Coiffure : La Rue Matheron
- Costume : Chuck Keehne, Emily Sundby
- Musique : Robert F. Brunner
  - Orchestration : Franklyn Marks
  - Montage : Evelyn Kennedy
- Effets spéciaux : Robert A. Mattey
- Effets visuels : Alan Maley (artiste mat)
- Technicien du son : Robert O. Cook (supervision), Jack F. Lilly (mixeur)
- Producteur : Ron Miller
- Directeur de production : Austen Jewell
- Société de production : Walt Disney Productions
- Société de distribution : Buena Vista Distribution Company
- Pays d'origine : États-Unis
- Format : Couleurs - 1,75:1 - Mono - 35 mm
- Durée : 100 minutes
- Date de sortie : 15 décembre 1970

Sauf mention contraire, les informations proviennent des sources suivantes : Leonard Maltin, Mark Arnold, IMDb

## Distribution
- Steve Forrest : Jim Tanner
- Vera Miles : Kate Tanner
- Ron Howard : Virgil Tanner
- Clint Howard : Andrew Tanner
- Dub Taylor : Phil
- Jack Elam : Thompson
- Frank DeKova : Two Dog
- Morgan Woodward : Ab Cross
- Woody Chambliss : Dakota
- Karl Swenson : Jensen
- Mills Watson : Feathers

Source : Leonard Maltin, Dave Smith, Mark Arnold et IMDb

## Sorties cinéma
Sauf mention contraire, les informations suivantes sont issues de l'Internet Movie Database.
- États-Unis : 15 décembre 1970, 20 janvier 1971 (nationale)[4]
- France : 22 mars 1972
- Turquie : décembre 1972
- Japon : 16 août 1975

## Origine et production
L'histoire du film Le Pays sauvage est assez proche de 3 Étoiles, 36 Chandelles (1972) alors en production, mais l'humour en moins et avec un autre décor. Le scénario est inspiré du livre Little Britches de Ralph Moody. La majorité du tournage s'est déroulée à Jackson Hole dans le Wyoming, localisation originale du roman, durant sept semaines pour les extérieurs. Un jour de mauvais temps a forcé l'équipe de tournage à construire un studio dans une grange. Les effets spéciaux ont été conçus en Californie. La scène de tornade a nécessité sept ventilateurs construits aux Studios Disney de Burbank et trois avions à ski empruntés dans la région. Ils ont généré un important nuage de poussières visible à 30 miles. Pour la scène de sécheresse Robert Clatworthy explique que 80 acres (32 ha) de luzerne ont été assombris avec un mélange de peinture blanche, de colorant naturel jaune et de marron, ce qui a nécessité l'achat de toutes les peintures de Jackson, d'Idaho Falls et d'une usine de peinture de Salt Lake City.
Le film est l'une des nombreuses productions hollywoodiennes présentant les deux frères Clint Howard et Ron Howard. Dave Smith précise que trois membres de la famille participe au film, le père Rance et ses fils Ron et Clint.

## Sortie et accueil
Le Pays sauvage est sorti au cinéma le 20 janvier 1971 selon Dave Smith. Le film a été diffusé en deux épisodes dans l'émission The Wonderful World of Disney le 23 février et le 2 mars 1975 sur NBC. Il a été rediffusé à la télévision en 1981. Il a été édité en vidéo en 1986.

## Analyse
Pour Mark Arnold, le film est plaisant avec quelques rebondissements intéressant dans le scénario et un aspect plus adulte et mature que la plupart des autres productions Disney. Étonnamment certaines affiches du film comporte le logo de Walt Disney World Resort dont l'ouverture n'est prévue qu'à l'automne 1971, soit un an plus tard (exemple.